# Флігель садиби Пелепонова
Флігель садиби Пелепонова — пам'ятка архітектури місцевого значення у Ніжині.

## Історія
Спочатку було внесено до "списку нововиявлених пам'яток архітектури " під назвою «Флігель у садибі Пелепонова» (Будинок служб Присутніх місць, Окружного суду) .
Наказом Міністерства культури і туризму від 21.12.2012 № 1566 надано статус «пам'ятник архітектури місцевого значення» з охоронним № 10019-Чр під назвою «Флігель садиби Пелепонова». Встановлено інформаційну дошку.

## Опис
Флігель садиби Пелепонова збудовано наприкінці XVIII століття на Грецькій вулиці.
Одноповерховий, кам'яний, прямокутний у плані із ризалітом зі східного боку, увінчаним трикутним фронтоном. Фасад прикрашений пілястрами та рустикою, вінчає фасад карниз.